# Södra Vrams fälad
Södra Vrams fälad är en tidigare tätort i Bjuvs kommun i Skåne län. Fram till 1965 fanns även en tätort vid namn Södra Vram som från 1970 är en del av tätorten Billesholm. Vid 2015 års tätortsavgränsning hade bebyggelsen vuxit samman med Bjuvs tätort.

## Befolkningsutveckling
| Befolkningsutvecklingen i Södra Vrams fälad 1960–2010 | Befolkningsutvecklingen i Södra Vrams fälad 1960–2010 | Befolkningsutvecklingen i Södra Vrams fälad 1960–2010 | Befolkningsutvecklingen i Södra Vrams fälad 1960–2010 | Befolkningsutvecklingen i Södra Vrams fälad 1960–2010 |
| ----------------------------------------------------- | ----------------------------------------------------- | ----------------------------------------------------- | ----------------------------------------------------- | ----------------------------------------------------- |
|                                                       |                                                       |                                                       |                                                       |                                                       |
| År                                                    |                                                       |                                                       | Folkmängd                                             | Areal (ha)                                            |
| 1960                                                  | 1960                                                  |                                                       | 422                                                   |                                                       |
| 1965                                                  | 1965                                                  |                                                       | 368                                                   |                                                       |
| 1970                                                  | 1970                                                  |                                                       | 299                                                   |                                                       |
| 1975                                                  | 1975                                                  |                                                       | 271                                                   |                                                       |
| 1980                                                  | 1980                                                  |                                                       | 287                                                   |                                                       |
| 1990                                                  | 1990                                                  |                                                       | 265                                                   | 40                                                    |
| 1995                                                  | 1995                                                  |                                                       | 269                                                   | 40                                                    |
| 2000                                                  | 2000                                                  |                                                       | 267                                                   | 41                                                    |
| 2005                                                  | 2005                                                  |                                                       | 262                                                   | 42                                                    |
| 2010                                                  | 2010                                                  |                                                       | 249                                                   | 42                                                    |
| Anm.: Sammanvuxen med Bjuv 2015.                      |                                                       |                                                       |                                                       |                                                       |